# Stół komunijny
Stół komunijny, także Stół Pański – specjalny stół, przy którym odprawiana jest liturgia Wieczerzy Pańskiej w większości kościołów protestanckich (z wyjątkiem luterańskiego, w którym zachowano ołtarz).

## Podstawy teologiczne

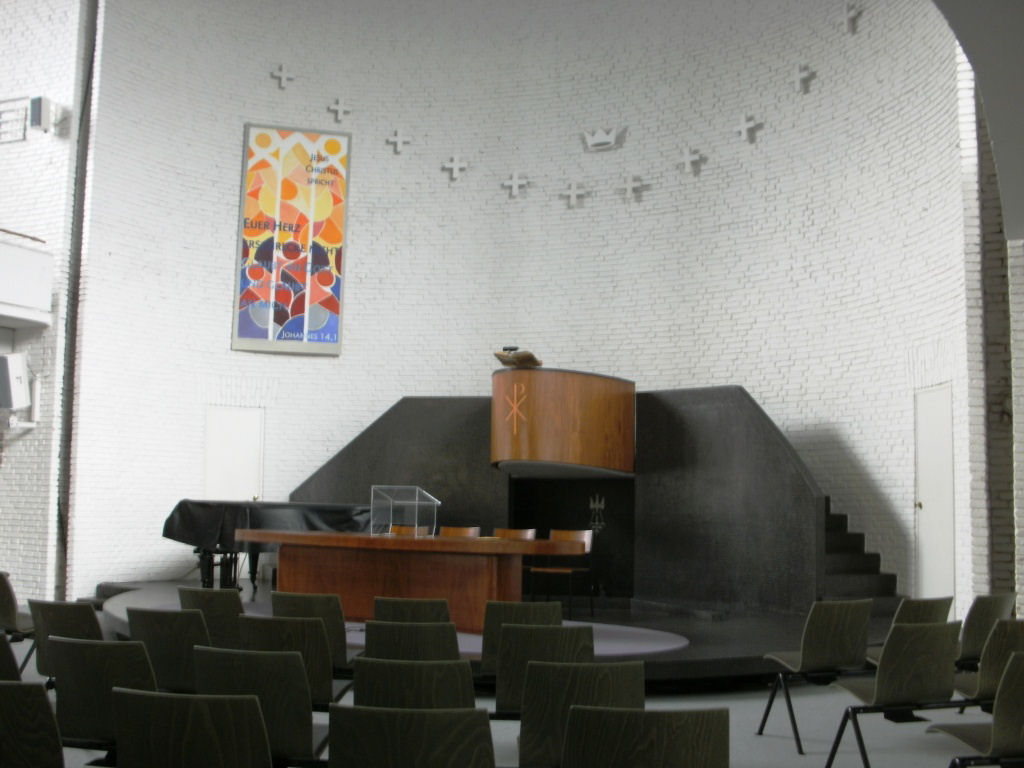
Stół komunijny pod amboną w baptystycznym kościele Chrystusa Pana w Hamburgu, Niemcy

### Zarys historyczno-doktrynalny
Zastąpienie przez Reformację kamiennych ołtarzy prostymi drewnianymi stołami stanowić miało powrót do wzorców nowotestamentowych. Sprzeciw wobec obecności ołtarza w kościele był szczególnie podkreślany przez Reformację kalwińską, następnie przez purytanów, skąd przeniknął przez kręgi prezbiteriańskie i baptystyczne do dzisiejszego protestantyzmu. Argumentem przeciwko ołtarzom było przede wszystkim odrzucenie przez protestantów mszy jako ofiary przebłagalnej za grzechy. Kalwinizm rozpatruje Wieczerzę Pańską wyłącznie jako pamiątkę (anamnezę), podczas której Chrystus obecny jest prawdziwie, choć duchowo pośród wierzących, aby ich karmić w sposób rzeczywisty, choć niewidzialny, przy czym chleb i wino komunijne pozostają jedynie symbolami tej duchowej uczty – widzialnym, zewnętrznym potwierdzeniem dla wierzących niewidzialnej rzeczywistości. Sama zaś rzeczywistość dotyczy wyłącznie tych, którzy wierzą, a nie wszystkich uczestników sakramentu, niezależnie od ich osobistej wiary, jak stwierdza rzymskokatolicka zasada ex opere operato.
W związku z odrzuceniem zarówno ofiarniczego charakteru mszy, jak i przemiany chleba i wina w ciało i krew Chrystusa (transsubstancjacji) oraz innych teorii sugerujących obecność ciała i krwi w elementach sakramentu (np. luterańskiej konsubstancjacji), kalwiniści i baptyści, a za nimi większość współczesnych protestantów zrezygnowała z wykorzystywania ołtarzy do liturgii sakramentalnej.

### Biblijne założenia
Protestanckie stanowisko opiera się na kilku założeniach odwołujących się do autorytetu Biblii:
1. Krzyż Chrystusa jest jedynym chrześcijańskim ołtarzem, a ofiara Chrystusa – jedyną chrześcijańską ofiarą. Jest ona w swym charakterze niepowtarzalna, zakończona i wystarczająca, co wyklucza jej powtarzanie, uobecnianie czy ponawianie:
- „A każdy kapłan sprawuje codziennie swoją służbę i składa wiele razy te same ofiary, które nie mogą w ogóle zgładzić grzechów; lecz gdy On złożył raz na zawsze jedną ofiarę za grzechy, usiadł po prawicy Bożej... Albowiem jedną ofiarą uczynił na zawsze doskonałymi tych, którzy są uświęceni” (Hbr 10,11. 14).

2. Ofiara Chrystusa odbyła się jednorazowo:
- „Tak i Chrystus raz ofiarowany aby zgładzić grzechy wielu, drugi raz ukaże się nie z powodu grzechu, lecz ku zbawieniu tych którzy Go oczekują” (Hbr 9,28).

3. Ofiara Chrystusa nie może być składana wiele razy od nowa:
- „Nie dlatego, żeby wielekroć ofiarować samego siebie... Gdyż w takim razie musiałby cierpieć wiele razy od początku świata; ale obecnie objawił się On jeden raz u schyłku wieków dla zgładzenia grzechów, przez ofiarowanie samego siebie” (Hbr 9,25. 26).

4. Chrystus raz ukrzyżowany, nie jest nigdy więcej składany w ofierze:
- „[Chrystus] nie musi codziennie, jak inni arcykapłani, składać ofiar [...] uczynił to bowiem raz na zawsze, gdy ofiarował samego siebie” (Hbr 7,27).

5. Każda ofiara przebłagalna za grzechy wymaga przelania krwi, którego brak podczas sprawowania Wieczerzy Pańskiej:
- „Bez rozlania krwi nie ma odpuszczenia” (Hbr 9,22).

6. Wzmianki o ołtarzach znajdujące się w Biblii dotyczą wyłącznie żydów i pochodzą z obrzędowych przykazań Starego Testamentu, które nie dotyczą chrześcijan. Biblia w odniesieniu do chrześcijańskiego sakramentu Wieczerzy używa wyrażenia stół Pański, a nie ołtarz Pański:
- „Nie możecie być uczestnikami stołu Pańskiego i stołu demonów” (1 Kor 10,21).

### Księgi symboliczne
Kościoły prezbiteriańskie, kongregacjonalne i baptystyczne wyraziły swoją wiarę wspólnie w księgach symbolicznych:

W tym sakramencie Chrystus nie jest składany na ofiarę swemu Ojcu ani nie jest składana żadna rzeczywista ofiara, w sensie odpuszczenia grzechu żywych lub umarłych. Wieczerza jest wyłącznie pamiątką jedynej ofiary Chrystusa, który oddał Siebie na krzyżu raz na zawsze. Jest także duchowym ofiarowaniem Bogu wszelkiej możliwej chwały za dzieło Golgoty dokonane raz na zawsze. Tak więc papieska ofiara mszy, jak to jest nazwane, jest czymś obrzydliwym i uwłacza prawdziwej ofierze Chrystusa, która jest jedynym przebłaganiem za wszystkie grzechy wybranych.

## Położenie

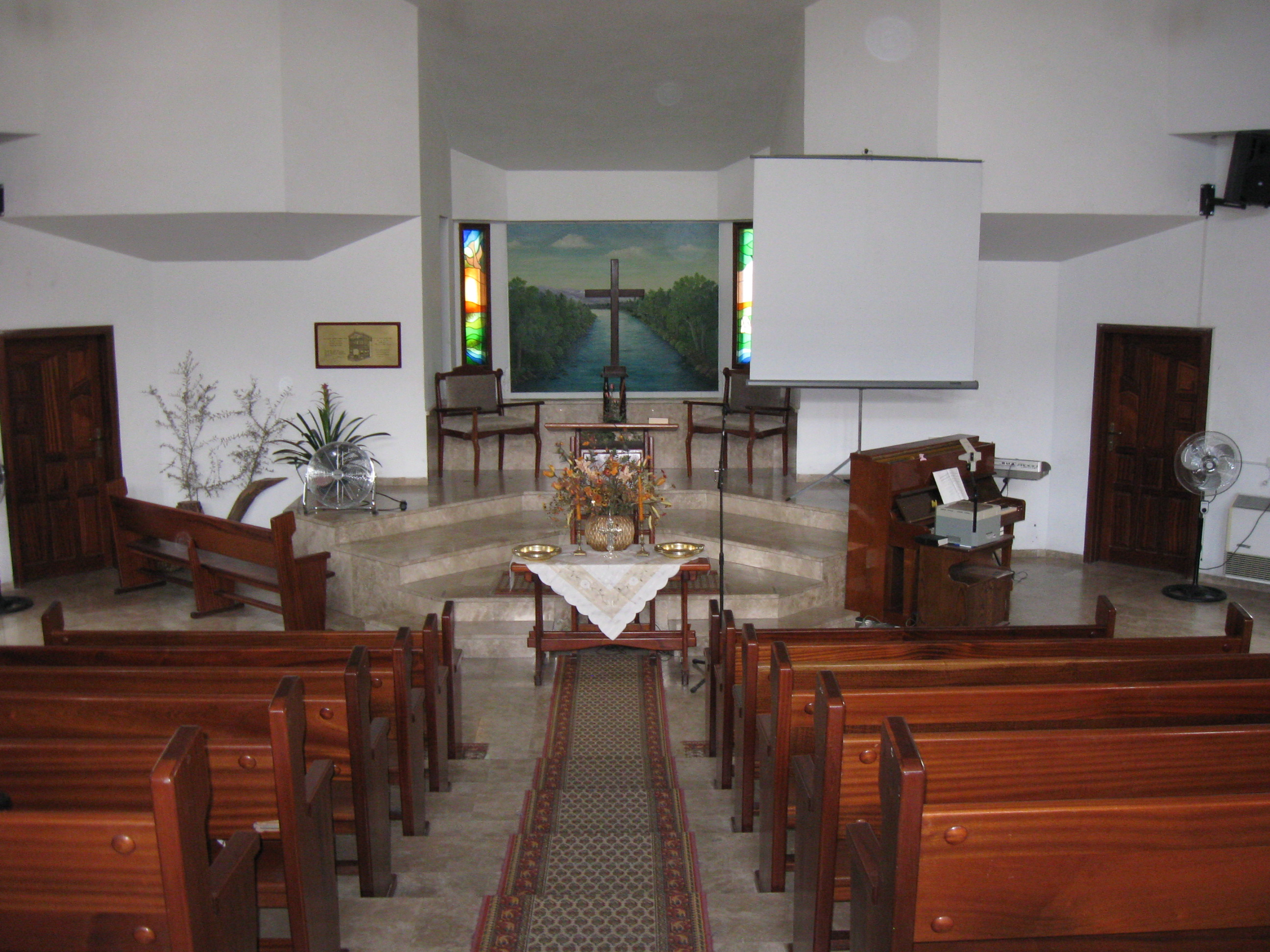
Stół komunijny poniżej prezbiterium i przed kazalnicą w kościele baptystów w Nazareth

W tradycji kalwińskiej i baptystycznej centrum kościoła wyznacza ambona, stanowiąca symbol zwiastowanego Słowa Bożego. Znajduje to swoje odzwierciedlenie także w liturgice reformowanej, gdzie kulminacyjną częścią każdego nabożeństwa jest kazanie. Dlatego też, w przeciwieństwie do rzymskokatolickiej tradycji centralnego położenia ołtarza, stół komunijny bywa umieszczany w taki sposób, aby nie skupiał na sobie głównej uwagi uczestnika nabożeństwa, która powinna być skierowana na ambonę i głoszone z niej Słowo Boże. Aby uniknąć rozproszenia uwagi wiernych z ambony na pozostałe instrumenty liturgiczne, tradycja reformowana i baptystyczna dopracowała się następujących rozwiązań położenia stołu komunijnego:
- stół komunijny pod wiszącą wysoko amboną i ewentualnie otoczony balaskami – jest wówczas razem z amboną położony w środkowej osi kościoła, jednak nie prowadzą do niego stopnie, jak w kościele rzymskokatolickim, przez co znacznie wyżej położona nad nim ambona skupia na sobie centralną uwagę wiernych (np. Kościół Ewangelicko-Reformowany w RP),
- stół komunijny ustawiony poniżej prezbiterium, przed stojącą na podwyższeniu kazalnicą – wówczas do znajdującej się w prezbiterium kazalnicy prowadzą stopnie, przez co umieszczona jest ona znacznie powyżej poziomu stołu (model amerykański),
- stół komunijny położony z boku centralnie ustawionej kazalnicy, lub ambony (spotykany w wielu polskich kościołach baptystycznych),
- stół komunijny umieszczony w części bocznej (jako kaplica boczna), ambona w środkowej części kościoła otoczona nawami schodzącymi się w jej kierunku – model rzadko spotykany dzisiaj, powszechny w czasach Reformacji.

Kościoły protestanckie spoza proweniencji kalwińskiej lub baptystycznej, które sferę kultu rozpatrywały raczej w myśl zasady normatywnej, niż regulacyjnej,  położenie ambony względem stołu komunijnego uznawały zazwyczaj za adiaforę. Dlatego też w wielu kościołach metodystycznych oraz części ewangelikalnych wywodzących się z tej tradycji, stół komunijny może zajmować centralne miejsce w kościele, zaś kazalnica znajdować się z boku.

## Charakterystyka i wystrój liturgiczny

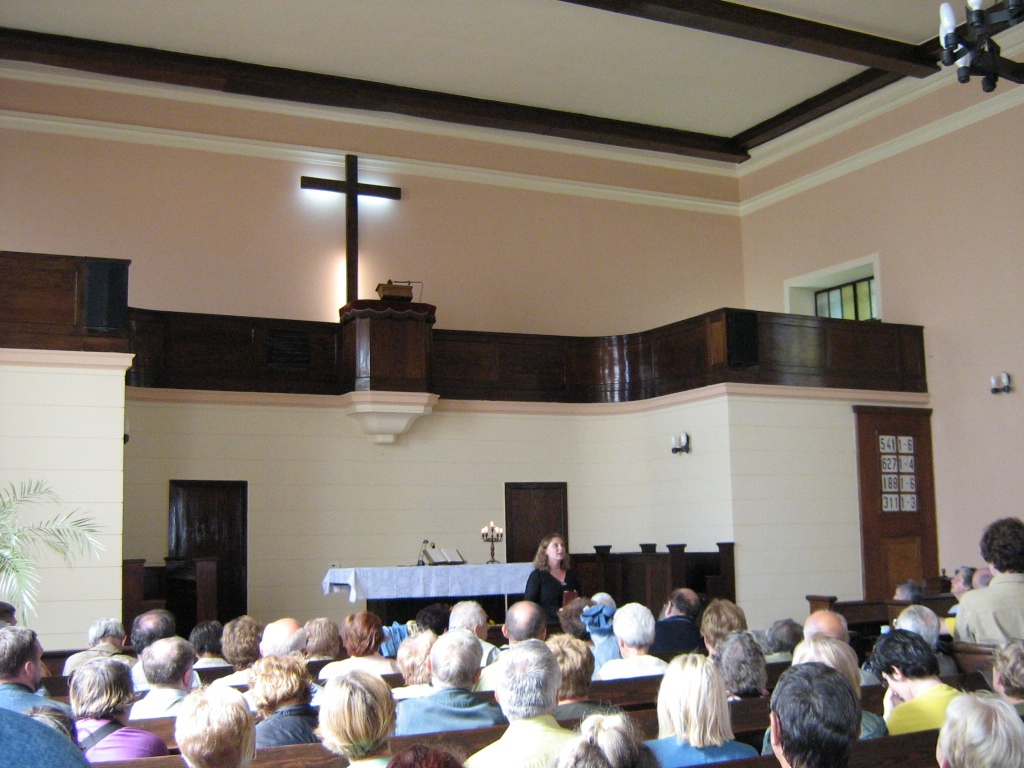
Stół komunijny w kościele ewangelicko-reformowanym w Łodzi, poniżej ambony

Stół komunijny jako charakterystyczny element architektury sakralnej kościołów ewangelicko-reformowanych, prezbiteriańskich, kongregacjonalnych, baptystycznych, adwentystycznych i ewangelikalnych, w przeciwieństwie do kamiennych ołtarzy, wykonany jest najczęściej z drewna, i w większości swoją stylistyką nawiązuje do ambony, chrzcielnicy, tablicy na numery pieśni oraz pustego krzyża, które wspólnie – w wykluczającej z użycia paramenty i sztukę sakralną tradycji kalwińskiej – tworzą jedyne elementy wystroju kościoła, zgodnie z zasadą regulacyjną nabożeństwa. Zazwyczaj, zamiast antepedium ołtarzowego, na frontowej ścianie stołu widnieje wyryty w drewnie wyjątek ze słów ustanowienia Wieczerzy Pańskiej: „To czyńcie na pamiątkę moją” (1 Kor 11,25), co podkreśla podstawowy cel tego sakramentu – „opowiadanie o śmierci Pańskiej” (w. 26) – czyli pamiątkę, anamnezę.
Najsurowsze tradycje purytańskie zakazywały nakrywania stołu jakąkolwiek tkaniną, gdyż to nasuwało skojarzenia z rzymskokatolickimi przepisami dotyczącymi liczby obrusów mających okryć ołtarz i ich kolejnego ułożenia. Nienakryte stoły komunijne do dziś przeważają w wystroju kościołów w post-purytańskich Stanach Zjednoczonych. W bardziej umiarkowanych prądach reformowanych i baptystycznych, w tym także w Polsce, zachowano jednak tradycję nakrywania stołu komunijnego prostym, białym obrusem, a nawet przykrywania elementów Wieczerzy Pańskiej serwetami. Podobnym tropem podążyły także kościoły spoza kalwińsko-baptystycznej proweniencji, w tym Kościół metodystyczny, adwentystyczny oraz  większość polskich kościołów ewangelikalnych.
Na środku stołu komunijnego, zazwyczaj na specjalnym stojaku ustawiona jest Biblia (tzw. stołowa) w języku narodowym, otwarta i zwrócona w stronę zboru, nie zaś w stronę przewodniczącego lub przewodniczących nabożeństwu (pastora, czy starszych) odprawiających liturgię sakramentu zza stołu komunijnego. Dawniej, gdy w wielu kościołach reformowanych i baptystycznych zwykle nie wieszano krzyży na frontowej ścianie prezbiterium – gdyż ambona wyznaczająca centrum kościoła ustawiana była bliżej środka, a nawy z obwodu schodziły się w jej kierunku – krzyż ustawiano wówczas na stole komunijnym, zwykle za Biblią. Dzisiaj, z uwagi na najczęstsze położenie ambony i prezbiterium z przodu, a co za tym idzie – obecność krzyża ściennego, część kościołów zrezygnowała z dodatkowego ustawiania krzyża na stole komunijnym.

## Użycie liturgiczne
Początkowo Jan Kalwin postulował odprawianie liturgii wstępnej nabożeństwa obejmującej odczyt votum Adiutorium nostrum (Ps 124,8), spowiedź powszechną, zwiastowanie odpuszczenia grzechów i zborowe śpiewanie dekalogu, zza stołu komunijnego. Dopiero przystępując do właściwej liturgii Słowa kaznodzieja miał wchodzić na ambonę. Później Kalwin polecił kaznodziejom odprawiać całość nabożeństwa z ambony, wchodząc na nią już na początku nabożeństwa, zaś schodzić z niej wyłącznie na czas liturgii sakramentu Wieczerzy Pańskiej.
Z myśli i tradycji reformatora Huldrycha Zwinglego, który przywrócił chrześcijaństwu wspólnotowe rozumienie sakramentu Wieczerzy Pańskiej jako duchowego posiłku, jednoczącego przystępujących do niego w społeczność świętych, czyli komunię, wywodzi się zwyczaj ustawiania krzeseł za stołem komunijnym. Został on szeroko rozpowszechniony w ruchu purytańskim, skąd zadomowił się w kościołach prezbiteriańskich, kongregacjonalnych i baptystycznych. Do dziś przetrwał on w wielu kościołach Stanów Zjednoczonych. Podczas nabożeństwa komunijnego, pastor schodzi z ambony i wchodzi za komunijny stół, zza którego odprawiana jest liturgia Wieczerzy Pańskiej. Po odmówieniu przez zbór Modlitwy Pańskiej, wysłuchaniu słów przestrogi o niegodnym spożywaniu sakramentu, a następnie słów ustanowienia Wieczerzy Pańskiej, pastor i starsi odmawiają modlitwy, najpierw o poświęcenie i pobłogosławienie dla chleba, następnie dla wina, po czym następuje połamanie chleba i prezentacja wina oraz zaproszenie zboru do uczestnictwa w Wieczerzy. Wierni kolejno przystępują do stołu Pańskiego, zasiadają przy ustawionych krzesłach i spożywają sakrament. Następnie wracają do swoich ławek.
Kościoły ewangelicko-reformowane na kontynencie, choć odrzuciły tradycyjną liturgię eucharystyczną, znaną z kościołów luterańskich (prefacja, sanctus, Agnus Dei) oraz usunęły z kościołów ołtarze, zachowały bardziej tradycyjną dystrybucję sakramentu. W Polsce, wierni nie zasiadają do stołu komunijnego, a Wieczerza Pańska jest im udzielana przed balaskami oraz przed a nie przy lub za stołem komunijnym.
W polskich kościołach ewangelikalnych, zazwyczaj jedynie kaznodzieja lub starsi korzystają ze stołu komunijnego, natomiast wierni przystępują do Wieczerzy Pańskiej w pozycji stojącej w ławkach.